# 洪晨孚
洪晨孚，廣東惠州府海丰县杨安都人，清朝政治人物，同進士出身。

## 生平
康熙三十八年（1699年）己卯科解元。康熙四十五年，登進士，授翰林院检讨，三朝国史纂修官，后改授户部清吏司主事。